# جيرارد لونش
جيرارد لونش (بالإنجليزية: Gerard Lynch)‏ هو خَبّاز وفلاح وسياسي أيرلندي، ولد في 15 يونيو 1931. انتخب عضو مجلس الشيوخ من أيرلندا عن دائرة القائمة الزراعية ‏ وقد انضم خلال فترته النيابية ‏ (27 أكتوبر 1977 – 16 يوليو 1981) للكتلة البرلمانية فاين جايل وفي الانتخابات العمومية الإيرلندية 1969 ‏، انتخب نائب دييل عن دائرة Kerry North (Dáil constituency) ‏ وقد انضم خلال فترته النيابية ‏ (2 يوليو 1969 – 5 فبراير 1973) للكتلة البرلمانية فاين جايل وفي الانتاخابات العمومية الإيرلندية 1973 ‏، انتخب نائب دييل عن دائرة Kerry North (Dáil constituency) ‏ وقد انضم خلال فترته النيابية ‏ (14 مارس 1973 – 25 مايو 1977) للكتلة البرلمانية فاين جايل.